# Auzas
Auzas é uma comuna francesa na região administrativa da Occitânia, no departamento do Alto Garona. Estende-se por uma área de 7.89 km², com 235 habitantes, segundo o censo de 2018, com uma densidade de 30 hab/km².